# لي فيليبس
لي فيليبس (بالإنجليزية: Lee Phillips)‏ (16 سبتمبر 1980 في المملكة المتحدة - ) هو لاعب كرة قدم بريطاني في مركز الهجوم. لعب مع روشدين ودايموندز وكامبريدج يونايتد ونادي بليموث أرجايل ونادي توركي يونايتد ونيوبورت كونتي وEastleigh F.C. ‏ ونادي باث سيتي ونادي إكزتر سيتي وتشبنهام تاون ونادي ويموث.

## وصلات خارجية
- لي فيليبس على موقع قاعدة بيانات كرة القدم.إي يو (الإنجليزية)
- لي فيليبس على موقع Soccerbase.com (لاعب) (الإنجليزية)